# Nule
Nule település Olaszországban, Szardínia régióban, Sassari megyében. Lakosainak száma 1283 fő (2023. január 1.). Nule Benetutti, Orune, Pattada, Bitti és Osidda községekkel határos.

## Népesség
A település lakossága az elmúlt években az alábbi módon változott:
| Lakosok száma | 1573 | 1369 | 1283 |
|               | 2001 | 2018 | 2023 |